# 娄海
娄海（1976年2月—），江苏邳州人，中华人民共和国政治人物，1998年4月加入中国共产党，1998年9月参加工作。前江苏省徐州市丰县县委书记。

## 早期经历
2012年开始任邳州市委常委、邳州经济开发区党工委书记，2016年7月任邳州市委副书记,2017年起担任丰县县长，2019年9月担任丰县县委书记。

## 被撤职
2022年1月份，丰县发生徐州八孩母亲事件，持续一个月，引起江蘇省領導層介入。江苏省委省政府成立调查组后追责，撤销其党内职务和政务，继任者为王维峰。娄海成为該事件被追究的最高官员。
2024年12月18日，江苏省淮安市中级人民法院一审判处娄海有期徒刑12年。检察机关指控，娄海受贿1429万余元，滥用职权造成国有资产损失共计1.47亿余元。